# Trachelas mexicanus
Trachelas mexicanus là một loài nhện trong họ Trachelidae.
Loài này thuộc chi Trachelas. Trachelas mexicanus được Richard C. Banks miêu tả năm 1898.